# Adetomyrma cilium
Adetomyrma cilium (din latină cilium, „gene”, referindu-se la firele de păr lungi de pe ochiul său compus) este o specie de furnică endemică în Madagascar.